# Wouter Spoelman

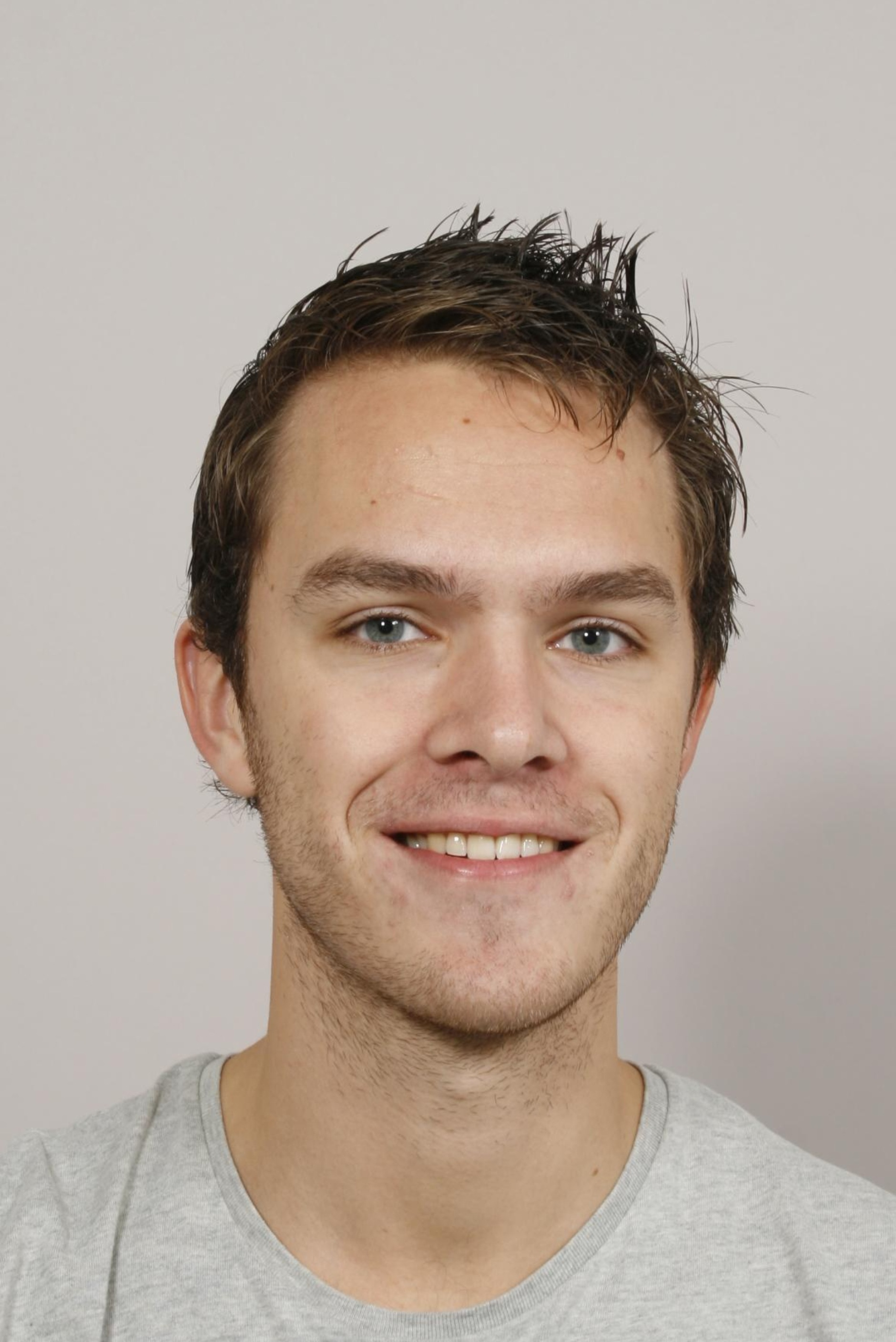
Wouter Spoelman

Wouter Spoelman (5 juni 1990) is een Nederlandse schaakgrootmeester. Hij is lid van de schaakvereniging ESGOO te Enschede.
- In 1999 werd Spoelman kampioen van Nederland bij de jeugd tot negen jaar, een jaar later bereikte hij hetzelfde resultaat bij het snelschaak tot tien jaar en in 2001 werd hij kampioen rapid schaak bij de jeugd.
- In juli 2004 schreef Gert Ligterink: "Het prettige bij Spoelman is dat zijn spel op vele punten nog kan worden verbeterd. (...). Hij is een fantastische tacticus die iedereen kan verslaan als hij de juiste stelling heeft."[1]
- In 2006 werd hij meester.
- In mei 2007 werd Spoelman op 16-jarige leeftijd algemeen Nederlands Jeugdkampioen schaken met een score van 8½ uit 9 partijen.
- In 2008 scoorde Spoelman een grootmeesterresultaat in het Essent toernooi in Hoogeveen. In 2009 deed hij hetzelfde in het Neckar Open en de Nederlandse clubcompetitie. In juni 2009 werd hem de grootmeestertitel toegekend.[2]
- In 2012 en 2013 werd Spoelman Nederlands kampioen schaakvoetbal met HMC Den Bosch.[3][4]
- Bij het Nederlands kampioenschap schaken 2013 eindigde Spoelman in de reguliere achtkamp op een gedeelde eerste plaats. In de barragewedstrijd moest hij zijn meerdere erkennen in Dimitri Reinderman.[5]
- In 2016 werd Spoelman Nederlands kampioen schaakvoetbal met Kennemer Combinatie.